# Dasyurinae
Dasyurinae is een onderfamilie van buideldieren uit de familie der echte roofbuideldieren (Dasyuridae). De wetenschappelijke naam van het geslacht werd in 1820 gepubliceerd door Georg August Goldfuss.

## Indeling
De onderfamilie telt 47 soorten in 13 geslachten.
- Onderfamilie Dasyurinae
  - Geslachtengroep Dasyurini
    - Geslacht Dasycercus (Kamstaartbuidelmuizen)
    - Geslacht Dasykaluta (Kaluta)
    - Geslacht Dasyuroides (Kamstaartbuidelrat)
    - Geslacht Dasyurus (Buidelmarters)
    - Geslacht Myoictis (Gestreepte buidelmarters)
    - Geslacht Neophascogale (Lorentzbuidelmuis)
    - Geslacht Parantechinus (Gespikkelde buidelmuis)
    - Geslacht Phascolosorex (Gestreepte buidelmuizen)
    - Geslacht Pseudantechinus
    - Geslacht Sarcophilus (Tasmaanse duivels)

  - Geslachtengroep Phascogalini
    - Geslacht Antechinus (Breedvoetbuidelmuizen)
    - Geslacht Murexia
    - Geslacht Phascogale (Penseelstaartbuidelmuizen)